# Bet Chilkijja
Bet Chilkijja (hebr. בית חלקיה) – moszaw położony w samorządzie regionu Nachal Sorek, w Dystrykcie Centralnym, w Izraelu.
Leży w północno-zachodniej części pustyni Negew, w otoczeniu miasteczka Gedera, kibuców Rewadim i Chafec Chajjim, moszawów Kidron, oraz wioski Jad Binjamin. Na północ od moszawu znajduje się Baza lotnicza Tel Nof, należąca do Sił Powietrznych Izraela.

## Historia
Moszaw został założony w 1953 przez byłych mieszkańców Jerozolimy oraz żydowskich imigrantów z obozów absorpcyjnych (mabarot), którzy postanowili utworzyć religijną osadę rolniczą. Nazwa została zaczerpnięta z Księgi Psalmów 119:57

Rzekłem: Panie! to jest cząstka moja, przestrzegać słów twoich.

## Edukacja
W moszawie znajduje się religijna uczelnia jesziwa.

## Gospodarka
Gospodarka moszawu opiera się na intensywnym rolnictwie.

## Komunikacja
Wzdłuż północnej granicy kibucu biegnie autostrada nr 7  (Gedera-Jad Binjamin), nie ma jednak możliwości wjazdu na nią. Z kibucu wychodzi lokalna droga, którą jadąc na południowy wschód  dojeżdża się do skrzyżowania z drogą ekspresową nr 3  (Aszkelon-Modi’in-Makkabbim-Re’ut). Druga lokalna droga prowadzi do położonej na wschodzie wioski Jad Binjamin, a droga prowadząca na zachód doprowadza do kibucu Chafec Chajjim.